# Церковь Георгия Победоносца (Лихой)
Церковь Георгия Победоносца —  православный храм в хуторе Лихой Шахтинская и Миллеровская епархия, Сулинское благочиние  Московского Патриархата Русской Православной Церкви. 
Адрес храма: 346380, Ростовская область, Красносулинский район, хутор Лихой.

## История
Хутор Лихой был основан начале XIX века у почтового тракта. С 1854 года хутор Лихой был казачьим хутором, входил в юрт Владимирской станицы. В 1867 году в хуторе проживало около 500 человек.
Для духовного окормления верующих потребовалось строительство храма. В приход новой церкви могли бы быть причислены жители расположенных поблизости хуторов Ильинского, Тацина, Белгородцева и Божковского. Казаки из дворян Василий Трофименков и Филипп Яицков обратились с просьбой разрешить строительство в хуторе  молитвенного дома к наказному атаману Войска Донского генерал-адъютанту Александру Львову Потапову (1865-1868). Атаман дал положительный ответ. В 1868 году войсковой атаман генерал-майор Фомин П. С. справлялся у архиепископа Донского и Новочеркасского Платона (1867-1877) о распоряжении генерал-адъютанта Потапова, касающегося строительства деревянной церкви во имя Св. Великомученика Георгия Победоносца.
В 1867 году начался сбор пожертвований на строительство храма. Деньги собирали около двух лет. И только в декабре 1869 года началось строительство церкви. Первым строителем был крестьянин Тамбовской губернии Тимофей Шакин, имеющий опыт в строительстве, так как строил храм Параскевы Пятницы в станице Манычской Багаевского района.
В 1870 года было освящено место строительства, а в апреле 1871 года церковь была построена. Церковь была деревянная, покрыта листовым железом, имела отдельно стоящую колокольню. Вокруг церкви была каменная ограда. В сентябре 1872 года церковь была освящена. К 1900 году в приходе церкви работало две церковноприходские школы.
К началу XX века в хуторе Фомине Лиховском было 105 казачьих дворов, 38 крестьянских и 53 иногородних. В нем числилось 1207 жителей. К этому времени деревянная церковь обветшала и потребовалось строительство каменного храма. Были собраны средства на строительство нового храма.
Новую каменную церковь построили в 1905 году. В 1906 году она была освящена Александро-Грушевским протоиреем Василием. При Лиховском Георгиевском приходе работало приходское училище, в котором Закон Божий преподавал местный священник Митрофан Иванович Дамаскин.
В годы революции священник Георгиевской церкви хутора Фомино Лиховского Михаил Стратонович Пашутин был схвачен красноармейцами и расстрелян на станции Лихая. В здании церкви в разное время был склад, клуб, амбар. В церкви была разрушена колокольня и сняты купола. В годы Великой Отечественной войны немцы устроили в храме конюшню.
С 1944 года в храме возобновились богослужения, которые не прекращались даже в годы «хрущевской оттепели» В настоящее время это действующий храм с позолоченными в 2010 году куполами.

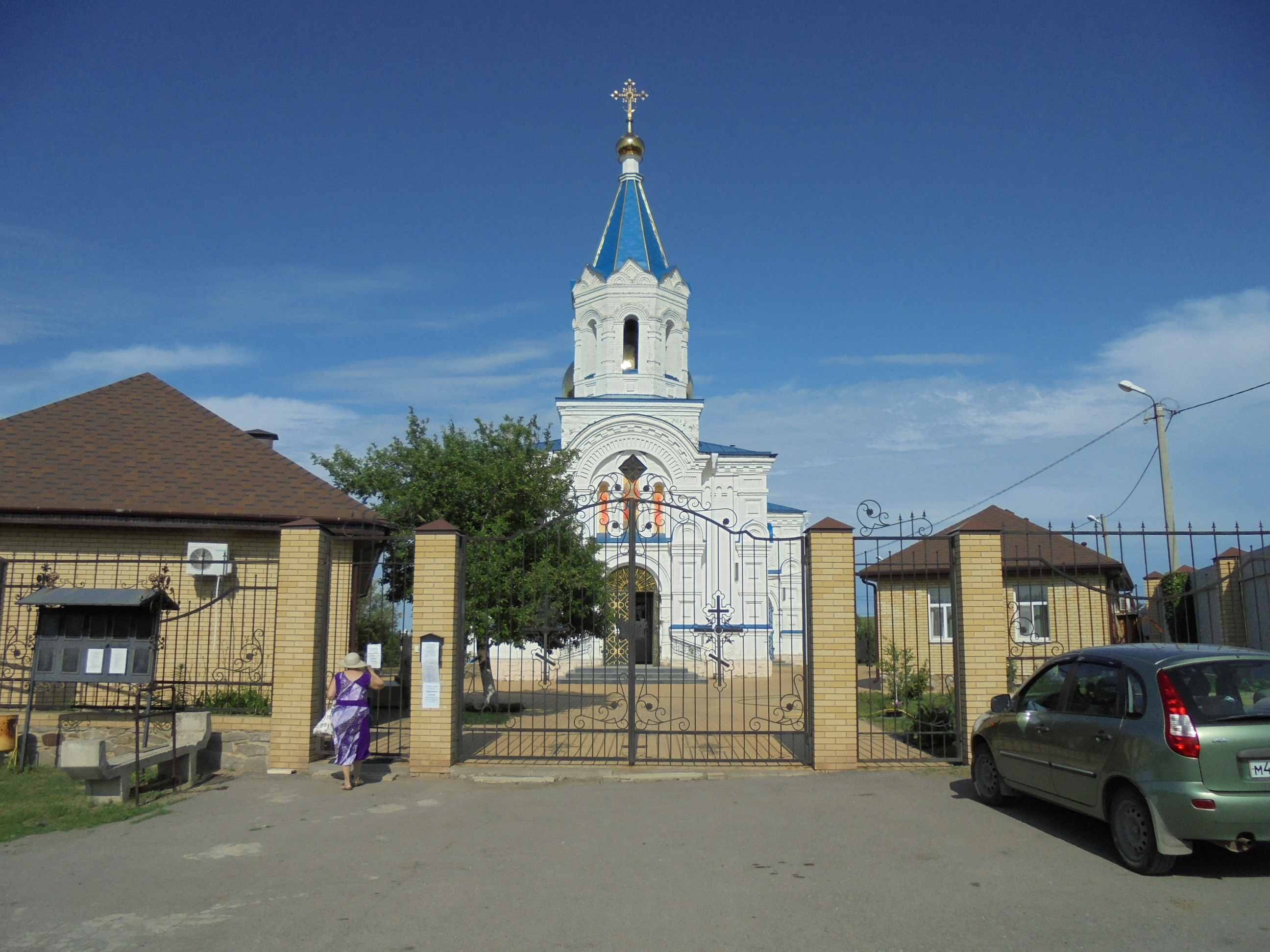
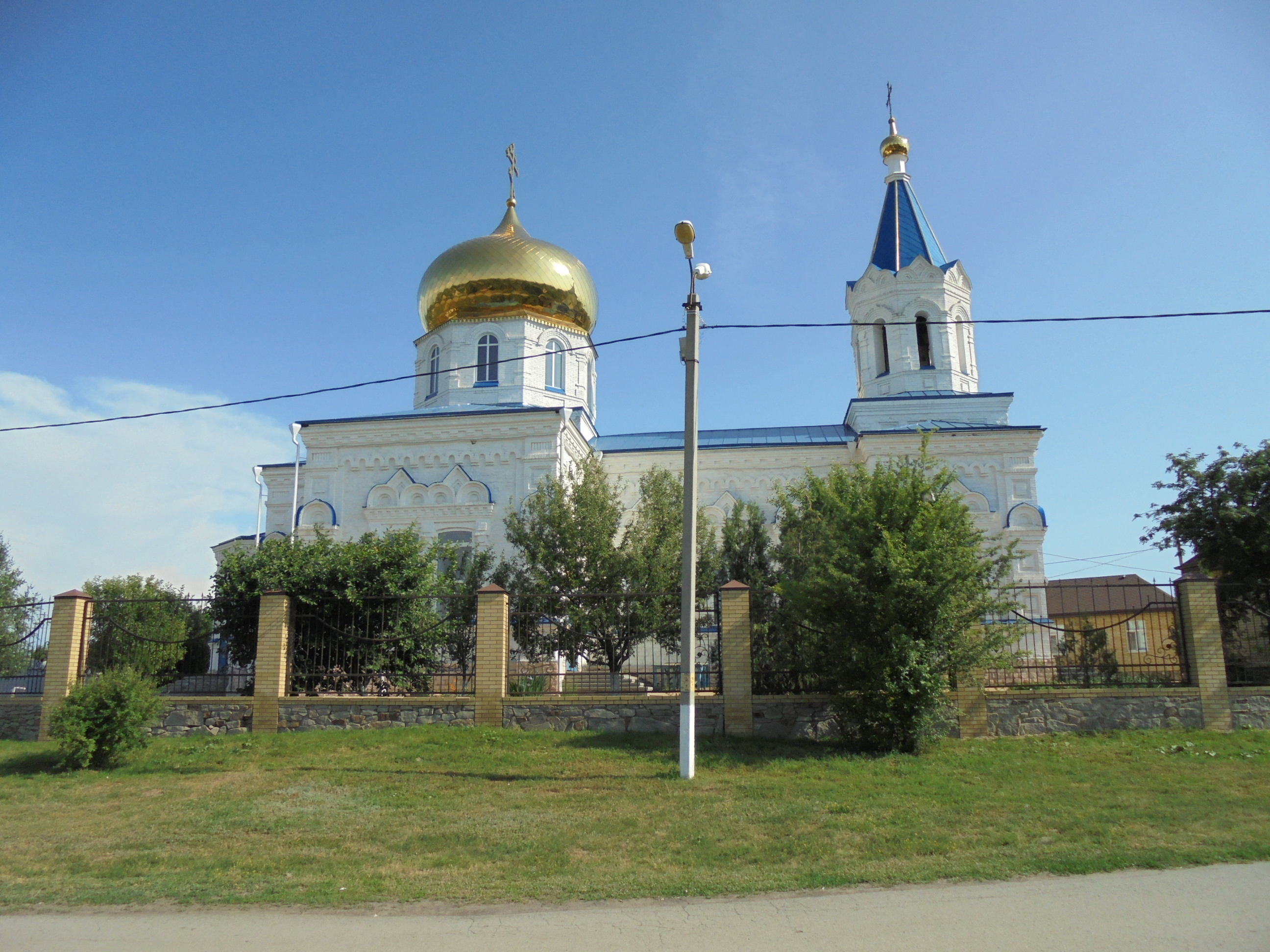
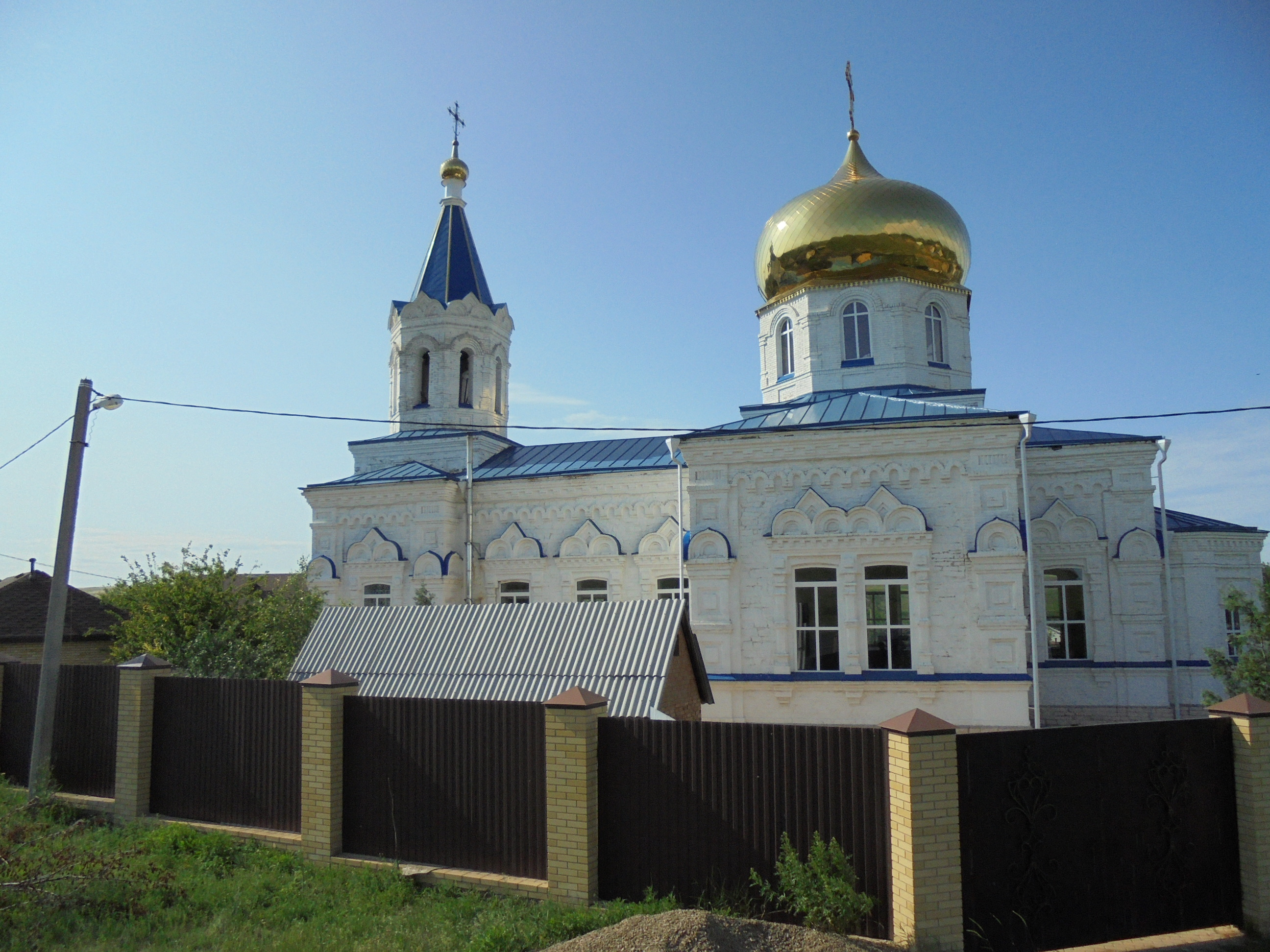

## Священнослужители
В 1991 году настоятелем храма стал отец Александр. С 2005 года настоятелем Свято-Георгиевского храма был иерей Владимир Петрович Почтовый. В настоящее время настоятель храма  — иерей Олег Сударев.

## Святыни
- В церкви хранится около 40 святых мощей, включая мощи оптинских старцев и Мощи Святого Луки Крымского.
- Наиболее почитается икона Святой Матрены Московской.